# Округ Досон (Џорџија)
Округ Досон (енгл. Dawson County) је округ у америчкој савезној држави Џорџија.

## Демографија
По попису из 2010. године број становника је 22.330, што је 6.331 (39,6%) становника више него 2000. године.
| Група             | 2000.          | 2010.          |
| Белци             | 15.429 (96,4%) | 20.847 (93,4%) |
| Афроамериканци    | 57 (0,4%)      | 105 (0,5%)     |
| Азијати           | 52 (0,3%)      | 126 (0,6%)     |
| Хиспаноамериканци | 254 (1,6%)     | 920 (4,1%)     |
| Укупно            | 15.999         | 22.330         |